# Список пресмыкающихся Шри-Ланки

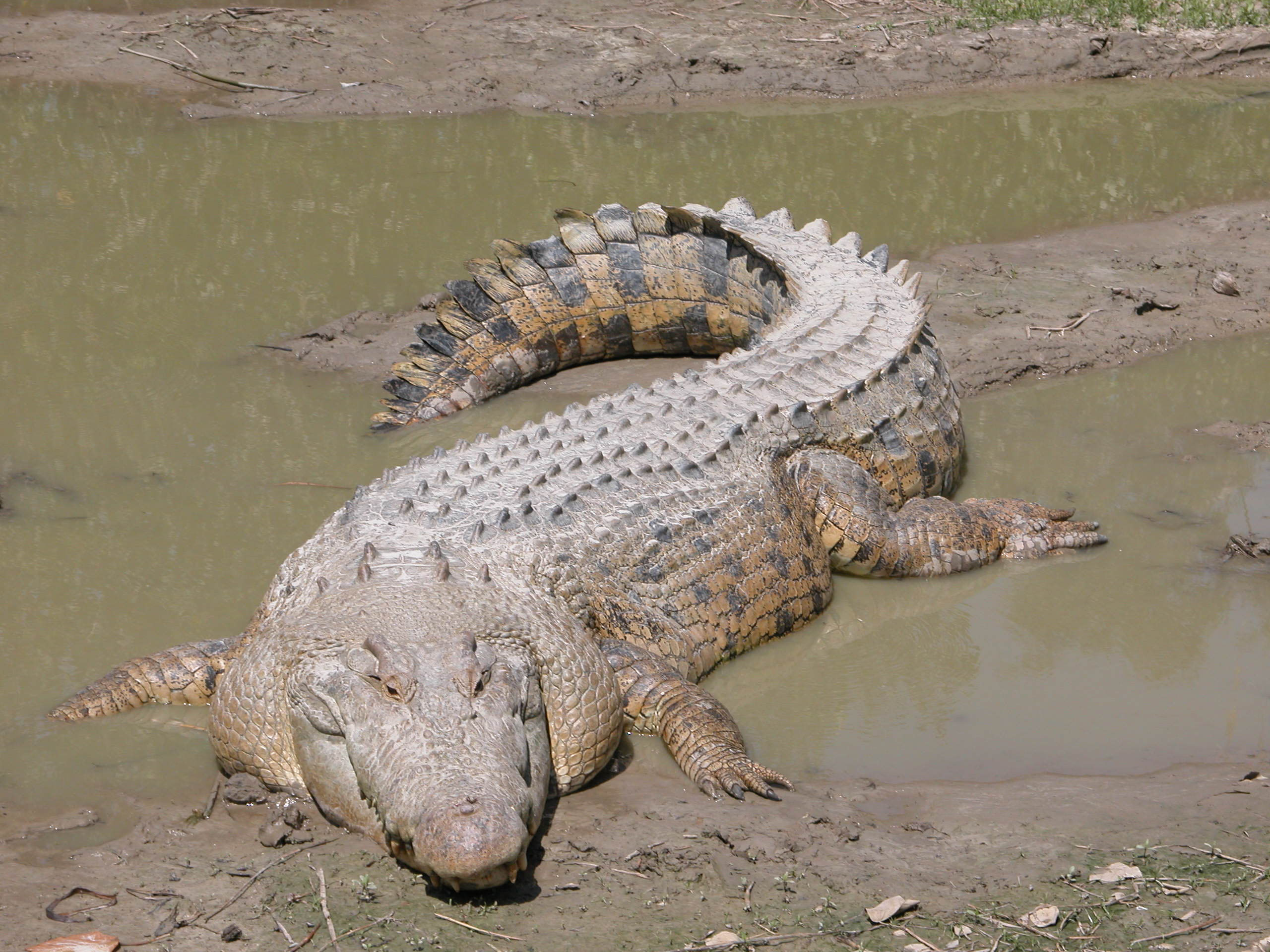
Гребнистый крокодил

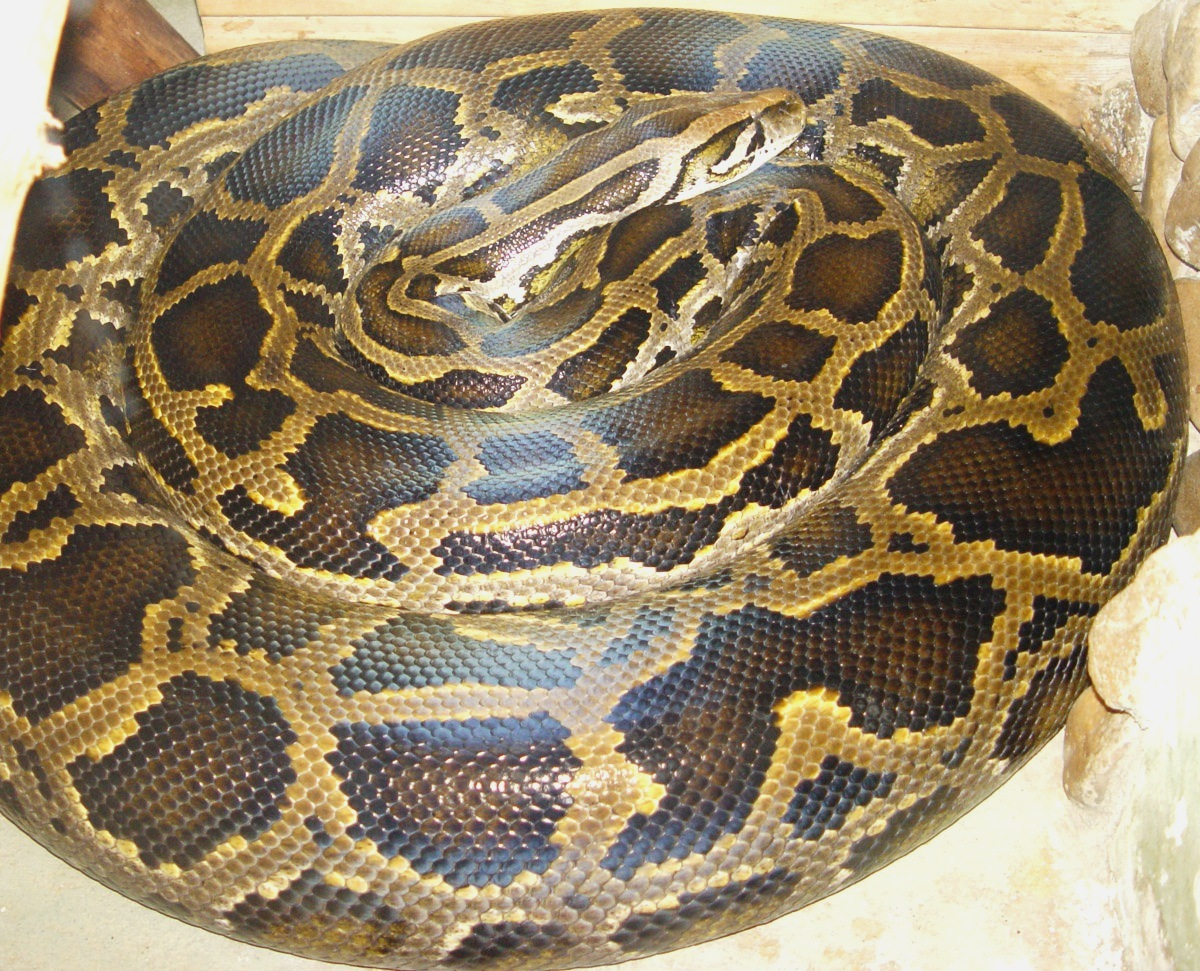
Тигровый питон

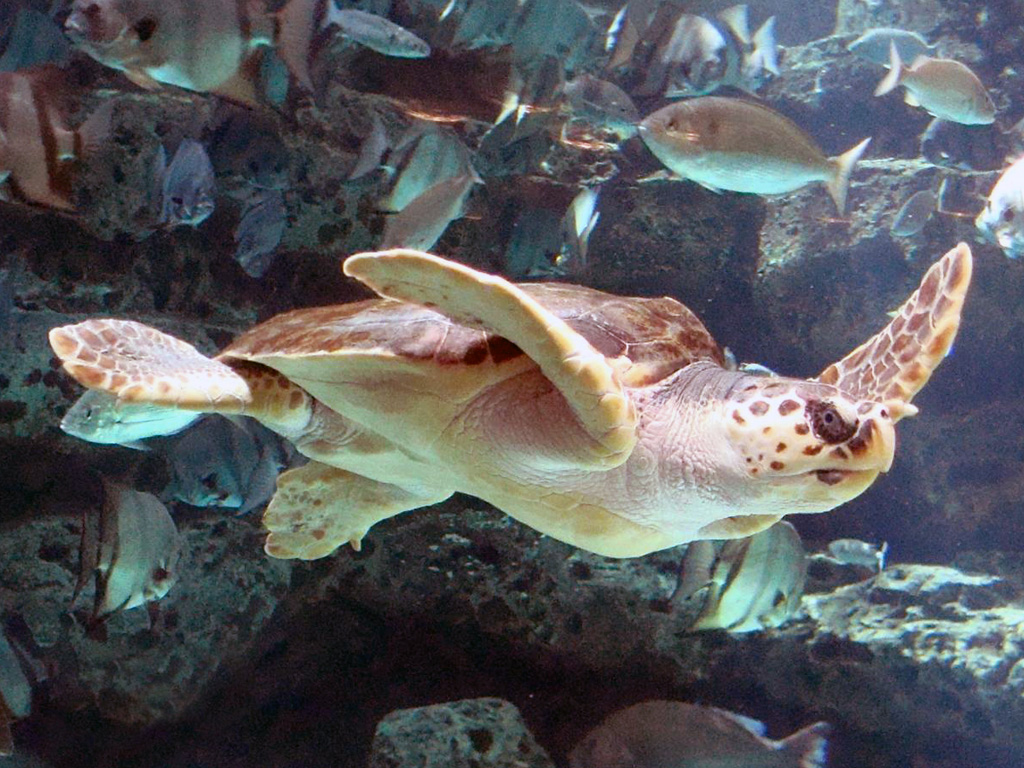
Логгерхед

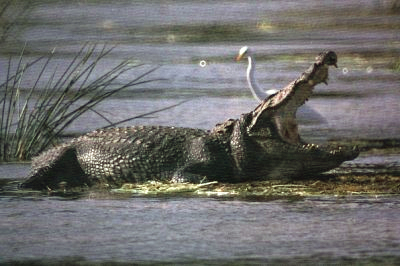
Болотный крокодил

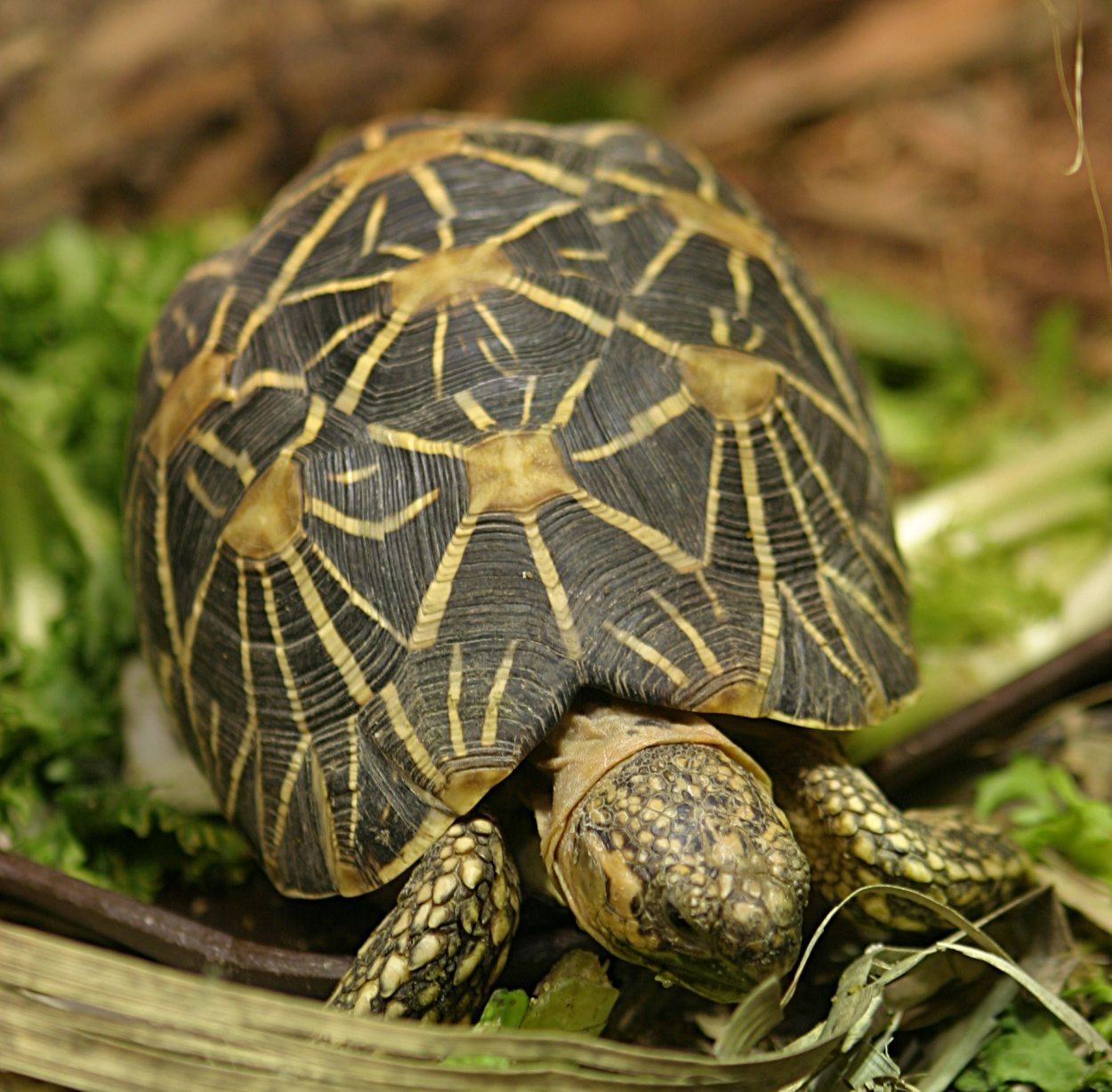
Звёздчатая черепаха

Список пресмыкающихся Шри-Ланки включает более 200 видов. На территории Шри-Ланки представлены 98 видов змей и более 100 видов других рептилий (ящериц, крокодилов, черепах). Из них более половины (114) эндемики острова.

## ОтрядЗмеи(Serpentes)
98 видов (включая 44 эндемика)
- Typhlopidae — 10 видов (8 эндемиков)
- Uropeltidae — 18 (16 эндемиков)
- Colubridae — 44 вида (17 эндемиков)
- Elapidae — 5 (2 эндемика)
- Viperidae — 6 (3 эндемика)
- Hydrophiidae — 15 видов

### СемействоБородавчатые змеи(Acrochordidae)
1 вид
- Acrochordus granulatus Schneider, 1799

### СемействоЩитохвостые змеи(Uropeltidae)
18 видов, два из которых, возможно, были включены в фауну острова ошибочно.
- Platyplectrurus madurensis  Byeddome, 1877 (известен по одному экземпляру, возможно, ошибочно этикетированному)[2]
- Pseudotyphlops philippinus  (Muller, 1832) — эндемичный род и вид
- Rhinophis blythii  Kelaart, 1853 — эндемичный вид
- Rhinophis dorsimaculatus  Deraniyagala, 1941 — эндемичный вид
- Rhinophis drummondhayi  Wall, 1921 — эндемичный вид
- Rhinophis erangaviraji  Wickramasinghe, Vidanapathirana, Wickramasinghe & Ranwella, 2009 — эндемичный вид
- Rhinophis homolepis  (Hemprich, 1820) — эндемичный вид
- Rhinophis lineatus  Gower & Maduwage, 2011 — эндемичный вид
- Rhinophis oxyrhynchus  (Schneider, 1801) — эндемичный вид
- Rhinophis philippinus  (Cuvier, 1829) — эндемичный вид
- Rhinophis porrectus  Wall, 1921 — эндемичный вид
- Rhinophis punctatus  Muller, 1832 — эндемичный вид
- Rhinophis tricoloratus  Deraniyagala, 1975 — эндемичный вид
- Rhinophis zigzag Gower & Maduwage, 2011 — эндемичный вид
- Uropeltis macrolepis (Peters 1862) (известен по одному экземпляру, возможно, ошибочно этикетированному)[3]
- Uropeltis melanogaster (Gray, 1858) — эндемичный вид
- Uropeltis phillipsi (Nicholls, 1929) — эндемичный вид
- Uropeltis ruhunae Deraniyagala, 1954 — эндемичный вид

### СемействоЛожноногие(Boidae)
1 вид
- Eryx conicus — Шершавохвостый удавчик (Sri Lankan Sand Boa)

### СемействоЦилиндрические змеи(Cylindrophiidae)
1 вид (эндемик)
- Cylindrophis maculatus Linnaeus, 1758 — Пятнистая змея

### СемействоПитоны(Pythonidae)
1 вид
- Python molurus — Тигровый питон (Indian Python)

### СемействоУжеобразные (Colubridae)
29 видов
- - Ahaetulla nasuta (BONNATERRE, 1790) — Длиннорылая плетевидка
  - Ahaetulla pulverulenta (DUMÉRIL & BIBRON, 1854) — Припудренная плетевидка
  - Argyrogena fasciolata (SHAW, 1802)
  - Boiga barnesii (GÜNTHER, 1869)
  - Boiga beddomei (WALL, 1909)
  - Boiga ceylonensis (GÜNTHER, 1858) — Цейлонская бойга
  - Boiga forsteni (DUMÉRIL, BIBRON & DUMÉRIL, 1854) — бойга Форстена
  - Boiga trigonata (SCHNEIDER, 1802) — Индийская бойга
  - Chrysopelea ornata (SHAW, 1802) — Обыкновенная украшенная змея
  - Chrysopelea taprobanica SMITH, 1943
  - Coelognathus helena (DAUDIN, 1803)
  - Dendrelaphis bifrenalis (BOULENGER, 1890)
  - Dendrelaphis caudolineolatus (GÜNTHER, 1869)
  - Dendrelaphis oliveri (TAYLOR, 1950)
  - Dendrelaphis schokari (KUHL, 1820)
  - Dendrelaphis tristis (DAUDIN, 1803)
  - Dryocalamus gracilis (GÜNTHER, 1864)
  - Dryocalamus nympha (DAUDIN, 1803)
  - Liopeltis calamaria (GÜNTHER, 1858)
  - Lycodon aulicus (LINNAEUS, 1758) — Домовый волкозуб
  - Lycodon carinatus (KUHL, 1820)
  - Lycodon osmanhilli TAYLOR, 1950
  - Lycodon striatus (SHAW, 1802) — Поперечнополосатый волкозуб
  - Oligodon arnensis (SHAW, 1802) — Обыкновенный олигодон
  - Oligodon calamarius (LINNAEUS, 1758)
  - Oligodon sublineatus DUMÉRIL, BIBRON & DUMÉRIL, 1854 — Полуполосатый олигодон
  - Oligodon taeniolatus (JERDON, 1853) — Изменчивый олигодон
  - Ptyas mucosa (LINNAEUS, 1758) — Большеглазый полоз
  - Sibynophis subpunctatus (DUMÉRIL, BIBRON & DUMÉRIL, 1854)

## ОтрядЯщерицы(Sauria)

### СемействоГекконы(Gekkonidae)
42 вида (включая 31 эндемика)

### СемействоАгамовые(Agamidae)
18 видов (включая 15 эндемиков)
- Calotes calotes (Linnaeus, 1758) — (Green Garden Lizard; Pala Katussa)
- Calotes ceylonensis  (Müller, 1887) — (Painted-lip Lizard; Thola-visithuru Katussa) (эндемик)
- Calotes desilvai  Bahir & Maduwage, 2005 — (Desilva’s Lizard; Desilvage Katussa) (эндемик)
- Calotes liocephalus  Günther, 1872 — (Crestless Lizard; Kondu Datirahita Katussa) (эндемик)
- Calotes lioleps  Boulenger, 1885 — (Whistling Lizard; Sivuruhandalana Katussa) (эндемик)
- Calotes nigrilabris Peters, 1860 — (Black-cheek Lizard; Kalu Kopul Katussa) (эндемик)
- Calotes versicolor versicolor (Daudin, 1802) — (Common Garden Lizard; Gara Katussa)
- Ceratophora aspera  Günther, 1864 — (Rough-horn Lizard; Raluang Katussa) (эндемик)
- Ceratophora stoddartii  Gray, 1834 — (Rhino-horn Lizard; Kagamuva Angkatussa) (эндемик)
- Ceratophora tennentii  Günther,1861 — (Leaf-nose Lizard; Peti Angkatussa) (эндемик)
- Ceratophora erdeleni  Pethiyagoda & Manamedra Arachchi 1998 — (Erdelen’s horn Lizard; Erdelenge Angkatussa) (эндемик)
- Ceratophora karu  Pethiyagoda & Manamedra Arachchi 1998 — (Karunaratne’s horn Lizard; Karunaratnege Angkatussa) (эндемик)
- Cophotis ceylanica Peters, 1861 — (Pygmy Lizard; Kandukara Kurukatussa) (эндемик)
- Cophotis dumbara Samarawickrama et al, 2006 — (Knuckles Pygmy Lizard; Dumbara Kurukatussa) (эндемик)
- Lyriocephalus scutatus (Linnaeus, 1758) — (Hump-nosed Lizard; Gatahombu Katussa, Karamal Bodiliya) (эндемик)
- Otocryptis wiegmanni Wagler, 1830 — (Sri Lanka Kangaroo Lizard; Pinum Katussa) (эндемик)
- Otocryptis nigristigma Bahir & Silva, 2005 — (Lowland Kangaroo Lizard; Pahatharata Pinum Katussa) (эндемик)
- Sitana ponticeriana Cuvier, 1829 — (Fan-throat Lizard; Pulina Talikatussa, Vali Katussa)

### СемействоСцинковые(Scincidae)
30 видов (включая 24 эндемика)

### СемействоНастоящие ящерицы(Lacertidae)
2 вида
- Ophisops minor minor  (Deraniyagala, 1971) (Lesser snake-eye lizard; Kuda sarpakshi katussa) — эндемичный подвид
- Ophisops leschenaultii lankae  (Deraniyagala, 1953) (Leschenault’s snake-eye lizard; Panduru sarpakshi katussa) — эндемичный подвид

### СемействоХамелеоны(Chamaeleonidae)
1 вид
- Chameleo zeylanicus  Laurenti, 1768 — (Sri Lankan Chameleon; Bodiliya)

### СемействоВараны(Varanidae)
2 вида
- Varanus bengalensis  (Daudin, 1802) — (Land Monitor; Thalagoya)
- Varanus salvator salvator  (Laurenti, 1768) — (Water Monitor; Kabaragoya)

## ОтрядКрокодилы(Crocodiles)

### СемействоНастоящие крокодилы(Crocodylidae)
2 вида
- Crocodylus porosus Schneider, 1801 — Гребнистый крокодил (или морской крокодил, бугристый крокодил; Saltwater, Estuarine crocodile; Gata kimbula)
- Crocodylus palustris Lesson, 1831 — Болотный крокодил (или Индийский крокодил, Маггер, Mugger, Marsh crocodile; Hala kimbula)

## ОтрядЧерепахи(Testudines)
9 видов

### СемействоGeoemydidae
1 вид (ранее в семействе Bataguridae)
- Melanochelys trijuga — Индийская трёхкилевая черепаха (Hard-shelled Terrapin; Gal Ibba)

### СемействоМорские черепахи(Cheloniidae)
4 вида
- Caretta caretta  (Linnaeus, 1758) — Логгерхед (или головастая морская черепаха, каретта; Loggerhead Sea Turtle; Olugedi Kasbaeva)
- Chelonia mydas  (Linnaeus, 1758) — Зелёная черепаха (или суповая черепаха; Green Turtle; Gal Kasbaeva)
- Eretmochelys imbricata  (Linnaeus, 1766) — Бисса или Настоящая каретта (Hawksbill Sea Turtle; Pothu Kasbaeva)
- Lepidochelys olivacea  (Eschscholtz, 1829) — Оливковая черепаха Ридли (Olive Ridley Sea Turtle; Batu Kasbaeva)

### СемействоКожистые черепахи(Dermochelyidae)
1 вид
- Dermochelys coriacea (Vandelli, 1761) — Кожистая черепаха (Leatherback Sea Turtle; Dara Kasbaeva)

### СемействоСухопутные черепахи(Testudinidae)
1 вид
- Geochelone elegans (Schoepff,1795) — Звёздчатая черепаха (Indian Star Tortoise; Mevara Ibba / Tharu Ibba)

### СемействоТрёхкоготные черепахи(Trionychidae)
1 вид
- Lissemys punctata punctata (Lacepede, 1788) (Soft-shelled Terrapin, Flapshell Turtle; Kiri Ibba)

### СемействоПресноводные черепахи(Emydidae)
1 вид
- Trachemys scripta — Красноухая черепаха (Red-eared Slider; Rathukan Ibba)